# Initiative populaire « pour l'interdiction d'exporter du matériel de guerre » (1997)
Cet article concerne l'initiative populaire de 1997. Pour l'initiative homonyme refusée par le peuple en 2009, voir Initiative populaire « pour l'interdiction d'exporter du matériel de guerre » (2009). Pour la liste complète, voir Liste des initiatives populaires en Suisse.
L'initiative populaire « pour l'interdiction d'exporter du matériel de guerre » est une initiative populaire fédérale suisse, rejetée par le peuple et les cantons le 8 juin 1997.

## Contenu
L'initiative propose d'ajouter un article 40bis à la Constitution fédérale qui encourage les efforts visant à limiter le commerce international de matériel de guerre, interdit l'exportation et le transit de ce matériel, ou de matériel pouvant être utilisé à des fins guerrières, par la Suisse et prévoit également l'interdiction de toute opération « servant à contourner les interdictions ».
Le texte complet de l'initiative peut être consulté sur le site de la Chancellerie fédérale.

## Déroulement

### Contexte historique
Originellement prévu pour octroyer à la Confédération le monopole sur les poudres, l'article 40 de la Constitution est modifié en 1938 lorsque le contre-projet du gouvernement à l'initiative populaire « contre l'industrie privée des armements » est accepté en votation populaire. Cette modification étend les prérogatives de l'État fédéral en lui confiant le contrôle de la fabrication, de l'importation, de la vente et de l'exportation d'armes de guerre.
En 1972 la loi fédérale sur le matériel de guerre qui spécifie que la fabrication et l'exportation du matériel de guerre ne sont autorisés que lorsqu'ils sont « conformes aux règles du droit international public et aux principes de la politique étrangère suisse », est adoptée par le Parlement comme contre-projet indirect à l'initiative populaire « pour le contrôle renforcé des industries d'armement et pour l'interdiction d'exportation d'armes » qui est rejetée en votation.

### Récolte des signatures et dépôt de l'initiative
La récolte des 100 000 signatures nécessaires a débuté le 21 mai 1991. Le 24 septembre de l'année suivante, l'initiative a été déposée à la chancellerie fédérale qui l'a déclarée valide le 24 décembre.

### Discussions et recommandations des autorités
Le parlement et le Conseil fédéral recommandent tous deux le rejet de cette initiative. Dans son message aux Chambres fédérales, le Conseil fédéral reprend les arguments développés lors des votations précédentes sur ce sujet et met en avant le travail de promotion de la paix mené par la Suisse et concrétisé par son adhésion à la plupart des traités internationaux de non-prolifération et de limitation.
Reconnaissant cependant que la loi sur le matériel de guerre est un peu dépassée, le Conseil fédéral propose, à titre de contre-projet indirect, une révision de celle-ci pour y inclure une limitation sur les activités de courtage et de financement, pour lesquels les armes n'entrent physiquement pas sur le territoire suisse, les transferts de technologie et en particulier les fabrications sous licences et enfin l'activité des filiales étrangères d'entreprises suisses.

### Votation
Soumise à la votation le 8 juin 1997, l'initiative est refusée par la totalité des 20 6/2 cantons et par 77,5 % des suffrages exprimés. Le tableau ci-dessous détaille les résultats par cantons pour ce vote :

## Effets
À la suite de l'acceptation du contre-projet indirect par le parlement, un « Groupement de l'Armement » (GDA) est créé au niveau fédéral pour assurer à la fois une bonne répartition proportionnelle des contrats d'armement dans les cantons et négocier, lors de l'achat d'armement à l'étranger, des mesures compensatoires. Cette mesure a permis, dans les années suivantes, d'assurer le soutien des milieux économiques aux différents programmes d'armement présentés.
Quelques années après cet échec populaire, une nouvelle initiative sur le même thème, également intitulée « pour l'interdiction d'exporter du matériel de guerre », connait le même sort en 2009.